# Folytassa, Kleo!
Folytassa, Kleo!, eredeti angol címén Carry On Cleo, 1964-ben bemutatott brit (angol) színes filmvígjáték, a Gerald Thomas által rendezett Folytassa… filmsorozat 10. darabja. Főszereplői a sorozat rendszeres sztárjai, Sidney James, Joan Sims, Kenneth Williams, Jim Dale és Charles Hawtrey. Ez volt Jon Pertwee első sorozatbeli megjelenése. A címszereplő Kleopátra királynőt Amanda Barrie alakította, neki ez volt a második, egyben utolsó sorozatbeli szerepe. A film Joseph L. Mankiewicz amerikai rendező egy évvel korábban, 1963-ban bemutatott monumentális történelmi filmdrámájának, az Elizabeth Taylor és Richard Burton főszereplésével készült Kleopátrának harsány paródiája.

## Cselekmény
A történet az i.e. 50-es években, Julius Caesar britanniai hadjáratainak idején kezdődik. Egy kimondhatatlan nevű briton faluban él Hengist Pod, a négyszögletes kerék készítője (Kenneth Connor), házsártos feleségével, Sennával. Szomszédjuk Horsa (Jim Dale), akinek menyasszonyát, Gloriát egy Bristol nevű faluból hurcolták el a rómaiak. A falut megtámadják a Marcus Antonius (Sidney James) vezette rómaiak, a harcias Horsa elküldi Hengistet segítségért Boudica királynőhöz, Carlisle-ba. A rómaiak rabláncra verik Horsát és elfogják Hengistet is. Horsa menyasszonyát, a bristoli Gloriát Caesar (Kenneth Williams) saját foglyaként viszi Rómába, ajándékba feleségének, Calpurniának.
Rómába érkezve Marcus Antonius eladja foglyait Marcus & Spencius cégnek. Árverésre kerülnek, a délceg Horsa gyorsan elkel, de Hengistre senki sem licitál, az oroszlánok elé vetendők közé sorolják. Sikeresen megszöknek, a Forum Romanumon, a Vesta-szűzek templomában rejtőznek el, és nagyon jól érzik magukat. Caesar apósa, a szex-éhes és kukkoló Seneca (Charles Hawtrey) látomásában Caesar meggyilkolását vizionálja. Caesar, akit a szenátusban is lehurrogtak, pozitívabb jóslatért a Vesta-templomba viteti magát. Testőrei, Bilius és emberei itt akarják meggyilkolni. Horsa beavatkozik, levágja a támadókat, megmenti Caesart és elmenekül. A késve érkező Marcus Antonius csak Hengistet találja a halottak mellett. Caesar azt hiszi, Hengist mentette meg az életét, és kinevezi saját személyi testőrévé, a pretoriánus gárda parancsnokává.
Egyiptomban válság tör ki VII. Kleopátra királynő és öccse, Ptolemaiosz között. Caesar odaküldi Marcus Antoniust a szigorú üzenettel, hogy Kleopátrát mondassa le öccse javára. Az éppen fürdőző szép Kleopátra (Amanda Barrie) azonban könnyedén elcsavarja Marcus Antonius fejét, aki ejti (és levágja) Ptolemaioszt, hogy elnyerje a királynő kegyét. Kleopátra azonban értésére adja, hogy ő csak rangban egyenértékű uralkodóval létesíthet szerelmi viszonyt. Marcus Antonius tegye el láb alól Caesart, legyen ő Róma imperátora, jutalma Kleopátra lesz, egyesítve a két birodalmat. Kleopátra serkentő italt ad neki, és rögtön kóstolóban is részesíti a kilátásba helyezett érzéki örömökből.
A megkergült Marcus Antonius siet vissza Rómába, hogy Caesart Egyiptomba csalja azzal a mesével, hogy Kleopátra az Imperator ágya után vágyakozik. Caesar lépre megy, Egyiptomba indul Marcus Antóniusszal, és testőrével, Hengisttel. Féltékeny feleségét biztosítja, hogy csupán üzleti útra megy. Gloriát is viszi, úgymond Kleopátrának repiajándékba. A bizalmatlan Calpurnia velük küldi apját, a mindig jóslatokat mondó Senecát, hogy tartsa szemét megbízhatatlan férjén. Az evezőpadra láncolt gályarabok egyike Horsa, akit közben újra elfogtak. Marcus Antonius megbízza Agrippát, Caesar nagybátyját, az út során ölje meg Caesart. Azzal érvel, ő maga nem teheti meg, ő Caesar „jóbarátja”, ellenben Agrippa, mint Caesar rokona, szigorúan Róma érdekében igen.
Egyiptom partjaihoz közeledve Agrippa és tisztjei meg akarják ölni Caesart, de az evezőpadról kitört gályarabok, Horsa vezetésével megölik őket, aztán partra úsznak. Caesar megint azt hiszi, Hengist vágta le merénylőit, újabb kitüntetést ad neki. Viszont ők maguk kénytelenek tovább evezni Alexandriáig. Mielőtt Kleopátra fogadná őket, Seneca behoz egy szőrmók egyiptomi látnokot (Jon Pertwee), aki látomást mutat nekik: Caesar a Kleopátrával lezajlott szeretkezés után agyonszúrva fekszik földön. Caesar megrémül. Mivel Kleopátra még sosem látta őt személyesen, úgy dönt, Hengist fogja őt helyettesíteni. Ruhát cserélnek, Kleopátra Hengistnek adja a férfiasságot serkentő bájitalt, és hálószobájába hívja, ahol a gyilkolásra készülő Marcus Antonius vár az ágy alatt elbújva. Közben azonban Horsa és a többi partra úszott gályarab, akik a palotában bújtak el, előjönnek. Börleszkbe illő zűrzavar alakul ki, a merénylet meghiúsul, Hengist párbajban levágja Kleopátra óriás testőrét, Kalabászt, majd valamennyien a kikötőből elkötött gályán elmenekülnek Egyiptomból, magukkal ragadva a megmentett Caesart, a kukkolásban meglepett Senecát, sőt Horsa még a menyasszonyát, Gloriát is megtalálja és magával viszi. A film epilógusa feltárja a főszereplők későbbi sorsát: Horsa feleségül veszi Gloriát; Hengist a Kleopátrától elcsent bájital révén megbékíti feleségét és számos gyermeket nemzenek együtt; Caesart a szenátusban Brutus és társai meggyilkolják (Shakespeare-idézetek kíséretében); Marcus Antonius pedig lángoló szerelemben él Kleopátrával.

## Szereposztás
| Szerep                          | Színész             | Magyar hangja (1. szinkron, 1965) | Magyar hangja (2. szinkron, 1986)      |
| ------------------------------- | ------------------- | --------------------------------- | -------------------------------------- |
| Narrátor                        | E.V.H. Emmett       | Márkus László                     | Láng József                            |
| Marcus Antonius                 | Sidney „Sid” James  | Gera Zoltán                       | Csákányi László                        |
| Julius Caesar                   | Kenneth Williams    | Fülöp Zsigmond                    | Benedek Miklós                         |
| Hengist Pod kerékkészítő        | Kenneth Connor      | Somogyvári Rudolf                 | Harkányi Endre                         |
| Seneca, Caesar apósa            | Charles Hawtrey     | Gyenge Árpád                      | Maros Gábor                            |
| Calpurnia, Caesar felesége      | Joan Sims           | Csala Zsuzsa                      | Csűrös Karola                          |
| Horsa, Hengist szomszédja       | Jim Dale            | Fonyó József                      | Józsa Imre                             |
| Kleopátra királynő              | Amanda Barrie       | Domján Edit                       | Kovács Zsuzsa                          |
| Római törzsőrmester             | Victor Maddern      | (n. a.)                           | Balázsi Gyula                          |
| Gloria, Horsa menyasszonya      | Julie Stevens       | Pap Éva                           | Kiss Erika                             |
| Senna Pod, Hengist felesége     | Sheila Hancock      | Békés Rita                        | Kiss Mari                              |
| Jövendőmondó látnok             | Jon Pertwee         | Rajz János                        | (n. a.)                                |
| Agrippa, Caesar nagybátyja      | Francis De Wolff    | Győrffy György                    | Huszár László                          |
| Arkhimédész egyiptomi kancellár | Michael Ward        | (n. a.)                           | (n. a.)                                |
| Brutus                          | Brian Oulton        | Horkai János                      | Pataki Imre                            |
| Kalabász, Kleopátra testőre     | Tom Clegg           | (néma szerep)                     | (néma szerep)                          |
| Virginia                        | Tanya Binning       | (n. a.)                           | (n. a.)                                |
| Bilius, Caesar testőre          | David Davenport     | (n. a.)                           | Mécs Károly                            |
| Gályafelügyelő                  | Peter Gilmore       | (n. a.)                           | (n. a.)                                |
| Aprótermetű légiós hírnök       | Ian Wilson          | (n. a.)                           | Koroknay Géza                          |
| Bérelt hajtó                    | Brian Rawlinson     | Láng József                       | Ujlaki Dénes                           |
| Marcus, rabszolgakereskedő      | Gertan Klauber      | (n. a.)                           | Bata János                             |
| Spencius, rabszolgakereskedő    | Warren Mitchell     | Szabó Ottó                        | Reviczky Gábor                         |
| Vén briton                      | Michael Nightingale | (n. a.)                           | (n. a.)                                |
| Seth, Horsa bajtársa            | Peter Jesson        | Szatmári István                   | (n. a.)                                |
| Willa Claudia                   | Peggy Ann Clifford  | (n. a.)                           | Győri Ilona                            |
| Seneca szolgálóleánya           | Thelma Taylor       | (néma szerep)                     | (néma szerep)                          |
| Antonius barna rabszolganője    | Sally Douglas       | (néma szerep)                     | (néma szerep)                          |
| További szereplők, hangok       |                     |                                   | Békés Rita, Györffy György, Rajz János |

## Forgatás
A Folytassa, Kleó-t 1964. július 13. és augusztus 28. között forgatták, a Pinewood Studios-ban, a buckinghamshire-i Iver Heath-ben és a Surrey megyei Chobham Commonban.
A filmben használt jelmezek és díszletek eredetileg az 1963-as amerikai Kleopátra-filmhez készültek, amíg azt a produkciót át nem helyezték Rómába, ahol új díszleteket építettek maguknak.

## Történelmi utalások, beszélő nevek
Hengist és Horsa, a legendák szerint két fivér, két hadvezér az 5. századból, Britannia angol, szász és jüt elözönlése idején. Hagyományőrző királylisták Hengistet tartják Kent első jüt királyának.
A „Marcus és Spencius” fivérek rabszolga-aukciós cég neve a Marks & Spencer-re rímel.
A film készítői a történelmi Arkhimédész, Seneca, és Agrippa nevét is szabadon használják költött szereplők megjelölésére.
Kleopátra testőrének neve az eredeti angol stáblistán Sosages azaz sausages (kolbász), a magyar szinkronban Kalabász.

## Idézetek
- „A négyszögletes kerék jobb a kerekdednél, mert nem gurul vissza a lejtőn. Sokkal biztonságosabb. Nincs más választása, csak előre gurulhat.”
- „Szegény anyósomat a minap felfalta egy brontosaurus.” „Ó de rettenetes!” „Bizony. Szegény pára egy óra múlva felfordult.”
- „Ez a szögletes nyílás saját újításom, már el is neveztem ablaknak.” „De jó. Akkor annak ott rajta (=a négyszögletes keréknek) azt a nevet adhatnánk, hogy ablak-abroncs?” „Vagy esetleg ablak-keret? De mindegy is.”
- „Én nem Marcus vagyok, hanem Specius. Marcus a bátyám, nemrég társultunk, itt a névjegyünk, Marcus & Spencius.”

## További információ
- Folytassa, Kleo! a PORT.hu-n (magyarul)
- Folytassa, Kleo! az Internetes Szinkronadatbázisban (magyarul)
- Folytassa, Kleo! az Internet Movie Database-ben (angolul)
- Folytassa, Kleo! a Box Office Mojón (angolul)
- Robert Ross. The Carry On Companion. London: B.T. Batsford (2002). ISBN 0-7134-8771-2
- Carry On Cleo (angol nyelven). The Whippit Inn. [2021. április 24-i dátummal az eredetiből archiválva]. (Hozzáférés: 2021. január 25.)
- Carry On Cleo (angol nyelven). Carry On Line (carryonline.com). [2021. január 30-i dátummal az eredetiből archiválva]. (Hozzáférés: 2021. január 25.)
- Carry On Cleo. 1964 British comedy film (angol nyelven). British Comedy Guide (comedy.co.uk). (Hozzáférés: 2021. január 25.)
- Folytassa, Cleo! (1964) teljes film, magyar szinkronnal. videa.hu. (Hozzáférés: 2021. január 25.)